# Германия на летних Олимпийских играх 2020
Германия на летних Олимпийских играх 2020 года будет представлена 425 спортсменами в 31 виде спорта. В связи с пандемией COVID-19 Международный олимпийский комитет принял решение перенести Игры на 2021 год.
В марте 2020 года Исполком МОК, продолжая политику гендерного равенства на Олимпийских играх, одобрил изменения в протокол церемоний открытия и закрытия Игр, согласно которым у национальных олимпийских комитетов появилась возможность заявить в качестве знаменосцев одного мужчину и одну женщину. На церемонии открытия Игр знаменосцами сборной Германии стали двукратный призёр Олимпийских игр прыгун в воду Патрик Хаусдинг и олимпийская чемпионка Игр 2016 года в пляжном волейболе Лаура Людвиг, а на церемонии закрытия право нести национальный флаг было доверено гребцу-байдарочнику Рональду Рауэ, завоевавшему пятую олимпийскую награду на своих шестых Играх.
По итогам соревнований на счету немецких спортсменов было 10 золотых, 11 серебряных и 16 бронзовых медалей, что позволило сборной Германии занять 9-е место в неофициальном медальном зачёте. Игры в Токио, как по месту в медальном зачёте, так и по общему количеству наград, стали самыми неудачными в истории выступления сборной после объединения ФРГ и ГДР. При этом и та, и другая сборная по отдельности завоёвывали больше наград на каждых Играх (не считая бойкот Олимпийских игр сборной ФРГ в 1980 году и ГДР в 1984), начиная с Игр 1972 года. Впервые с 1996 года немецкие спортсмены не смогли завоевать ни одной награды в командных видах спорта.

## Состав сборной
Академическая гребля
1. Макс Аппель
2. Йоханнес Вайсенфельд
3. Марк Вебер
4. Феликс Вимбергер
5. Ханс Груне
6. Мартин Зауэр
7. Торбен Йоханнесен
8. Штефан Крюгер
9. Тим Оле Наске
10. Джейсон-Тоби Осборн
11. Ханнес Оцик
12. Штефан Римекастен
13. Олаф Роггензак
14. Йонатан Роммельман
15. Лауриц Фоллерт
16. Оливер Цайдлер
17. Рихард Шмидт
18. Якоб Шнайдер
19. Карл Шульце
20. Мальте Якшик
21. Франциска Кампман
22. Леони Менцель
23. Карлотта Нваджиде
24. Аннекатрин Тиле
25. Фрида Хеммерлинг
26. Михаэла Штельберг
27. Даниэла Шульце

 Бадминтон
1. Марвин Зайдель
2. Марк Ламсфус
3. Кай Шефер
4. Ивонна Ли
5. Изабель Херттрих

 Баскетбол
1. Данило Бартель
2. Робин Бенцинг
3. Исаак Бонга
4. Виктор Мориц Вагнер
5. Лукас Ванк
6. Ян Никлас Вимберг
7. Нильс Гиффей
8. Маодо Ло
9. Андреас Обст
10. Джошико Сайбу
11. Йоханнес Тиман
12. Йоханнес Фойгтман

 Бокс
1. Аммар Абдулджаббар
2. Хамзат Шадалов
3. Надин Апетц

 Борьба
Вольная борьба
1. Геннадий Кудинович
2. Алине Роттер-Фоккен
3. Анна Шелль

Греко-римская борьба
1. Этьен Кинзингер
2. Денис Кудла
3. Эдуард Попп
4. Франк Штеблер

Велоспорт
 Шоссейный велоспорт
1. Никиас Арндт
2. Эмануэль Бухман
3. Симон Гешке
4. Максимилан Шахман
5. Лиза Бреннауэр
6. Трикси Воррак
7. Лиана Рипперт
8. Ханна Людвиг

 Трековый велоспорт
1. Штефан Бёттихер
2. Тимо Бихлер
3. Доменик Вайнштайн
4. Максимилиан Дёрнбах
5. Феликс Гросс
6. Роджер Клюге
7. Максимилиан Леви
8. Марко Матис
9. Тео Райнхардт
10. Леон Роде
11. Шарлотта Беккер
12. Франциска Брауссе
13. Паулина Грабош
14. Лаура Зюсемильх
15. Лиза Кляйн
16. Мике Крёгер
17. Леа-Софи Фридрих
18. Эмма Хинце
19. Гудрун Шток

 Маунтинбайк
1. Максимилиан Брандль
2. Мануэль Фумик
3. Ронья Айбль
4. Элизабет Брандау

 BMX-фристайл
1. Ребекка Грун
2. Лара Лессман

 Гандбол
1. Йоханнес Биттер
2. Штеффен Вайнхольд
3. Филипп Вебер
4. Андреас Вольфф
5. Уве Генсхаймер
6. Йоханнес Голла
7. Пауль Друкс
8. Тимо Кастенинг
9. Юрий Кнорр
10. Янник Кольбахер
11. Юлиус Кюн
12. Финн Лемке
13. Хендрик Пекелер
14. Тобиас Райхман
15. Сильвио Хайнефеттер
16. Кай Хефнер
17. Марсель Шиллер

 Гольф
1. Максимилиан Киффер
2. Кристофер Лонг
3. Каролина Массон
4. София Попов

Гребля на байдарках и каноэ
 Гребля на гладкой воде
1. Себастьян Брендель
2. Макс Лемке
3. Том Либшер
4. Рональд Рауэ
5. Макс Рендшмидт
6. Тим Хекер
7. Макс Хофф
8. Конрад-Робин Шайбнер
9. Якоб Шопф
10. Каролина Арфт
11. Сара Брюслер
12. Тина Дитце
13. Мелани Гебхардт
14. Софи Кох
15. Юле Хаке
16. Сабрина Херинг-Прадлер
17. Лиза Ян

 Гребной слалом
1. Ханнес Айгнер
2. Сидерис Тасиадис
3. Рикарда Функ
4. Андреа Херцог

 Дзюдо
1. Игорь Вандтке
2. Себастьян Зайдль
3. Мориц Плафки
4. Доминик Рессель
5. Эдуард Триппель
6. Карл-Рихард Фрай
7. Йоханнес Фрай
8. Анна-Мария Вагнер
9. Ясмин Грабовски
10. Катарина Менц
11. Джованна Скоччимарро
12. Мартина Трайдос
13. Тереза Штолль

 Карате
1. Ноа Бич
2. Илья Сморгунер
3. Йонатан Хорне
4. Ясмин Юттнер

 Конный спорт
1. Андреас Дибовски
2. Даниэль Дойссер
3. Кристиан Кукук
4. Морис Теббель
5. Андре Тиме
6. Михаэль Юнг
7. Сандра Ауффарт
8. Джессика фон Бредов-Верндль
9. Изабель Верт
10. Юлия Краевски
11. Хелен Лангеханенберг
12. Дороте Шнайдер

 Лёгкая атлетика
1. Джошуа Абуаку
2. Дениз Алмас
3. Оуэн Анса
4. Лукас Анса-Пепра
5. Амос Бартельсмейер
6. Карл Бебендорф
7. Торбен Блех
8. Симон Бох
9. Жан Поль Бредо
10. Нильс Брембах
11. Юлиан Вебер
12. Давид Вробель
13. Нильс Торбен Гизе
14. Карл Доман
15. Натаниель Зайлер
16. Бернард Зайферт
17. Мануэль Зандерс
18. Кай Казмирек
19. Никлас Кауль
20. Лео Кёпп
21. Марк Кох
22. Люк Кэмпбелл
23. Тобиас Ланге
24. Кристофер Линке
25. Бо Канда Лита-Бере
26. Мохамед Мохумед
27. Стивен Мюллер
28. Аманаль Петрос
29. Хаген Поле
30. Константин Прайс
31. Клеменс Прюфер
32. Хендрик Пфайффер
33. Матеуш Пшибылко
34. Юлиан Ройс
35. Грегор Трабер
36. Роберт Фаркен
37. Йоханнес Феттер
38. Фабиан Хайнле
39. Кристоф Хартинг
40. Макс Хесс
41. Йонатан Хильберт
42. Андреас Хофман
43. Олег Церникель[нем.]
44. Тристан Швандке
45. Марвин Шлегель
46. Марвин Шульте
47. Карл Юнгханнс
48. Торбен Юнкер
49. Даниэль Ясински
50. Саманта Борутта
51. Александра Бургхардт
52. Елена Буркард
53. Джессика-Бьянка Вессолли
54. Клодин Вита
55. Сара Гамбетта
56. Кристин Гириш
57. Надин Гонска
58. Ванесса Гримм
59. Катерина Гранц
60. Лиза Мари Квайе
61. Мелат Йисак Кеджета
62. Алина Кенцель
63. Констанце Клостерхальфен
64. Ханна Кляйн
65. Геза-Фелиситас Краузе
66. Шанис Крафт
67. Каролина Крафцик
68. Рикарда Лобе
69. Мариз Луцоло
70. Джина Люккенкемпер
71. Лиза Майер
72. Катарина Майш
73. Леа Мейер
74. Ханна Мергенталер
75. Малайка Михамбо
76. Лаура Мюллер
77. Дженнифер Монтаг
78. Лиза Ниппген
79. Имке Оннен
80. Каролина Палицш
81. Татьяна Пинту
82. Кристин Пуденц
83. Лиза Рыжих
84. Катарина Трост
85. Саския Файге
86. Ребекка Хазе
87. Кристина Херинг
88. Кристин Хуссонг
89. Коринна Шваб
90. Кристина Шваниц
91. Каролин Шефер
92. Дебора Шёнеборн
93. Рабеа Шёнеборн
94. Алиса Шмидт
95. Рут София Шпельмейер-Пройс
96. Марике Штайнакер
97. Катарина Штайнрук
98. Мари-Лоренс Юнгфляйш
99. Неле Экхардт

 Настольный теннис
1. Тимо Болль
2. Бенедикт Дуда
3. Дмитрий Овчаров
4. Патрик Франциска
5. Нина Миттельхам
6. Петрисса Солья
7. Хань Ин
8. Шань Сяона

 Парусный спорт
1. Филипп Буль
2. Пауль Кольхофф
3. Томас Плёсель
4. Эрик Хайль
5. Луиза Вансер
6. Свеня Вегер
7. Анастасия Винкель
8. Зузанн Бойке
9. Тина Луц
10. Алика Штулеммер

 Плавание
1. Оле Брауншвайг
2. Флориан Велльброк
3. Дамиан Вирлинг
4. Кристиан Динер
5. Марко Кох
6. Мариус Куш
7. Лукас Матцерат
8. Лукас Мертенс
9. Роб Муффельс
10. Хеннинг Мюльляйтнер
11. Давид Томасбергер
12. Марек Ульрих
13. Кристоф Фильдебрандт
14. Эрик Фризе
15. Якоб Хайдтман
16. Филип Хайнц
17. Поуль Целльман
18. Фабиан Швингеншлёгль
19. Леони Антония Бек
20. Анника Брун
21. Финния Вунрам
22. Изабель Гозе
23. Сара Кёлер
24. Леони Кулльман
25. Ханна Кюхлер
26. Мари Питрушка
27. Лаура Ридеман
28. Селин Ридер
29. Франциска Хентке
30. Лиза Хёпинк
31. Анна Элендт

 Пляжный волейбол
1. Клеменс Виклер
2. Юлиус Толе
3. Карла Боргер
4. Юлия Зуде
5. Маргарета Козух
6. Лаура Людвиг

 Прыжки в воду
1. Джейден Айкерман
2. Тимо Бартель
3. Мартин Вольфрам
4. Патрик Хаусдинг
5. Ларс Рюдигер
6. Елена Вассен
7. Кристина Вассен
8. Тина Пунцель
9. Лена Хентшель

 Сёрфинг
1. Леон Йоэль Глетцер

 Скейтбординг
1. Тайлер Эдтмайер
2. Лилли Штёфазиус

 Современное пятиборье
1. Патрик Дог
2. Фабиан Либих
3. Ребекка Лангрер
4. Анника Шлой

 Спортивная гимнастика
1. Лукас Даузер
2. Нильс Дункель
3. Андреас Тоба
4. Филипп Хердер
5. Элизабет Зайц
6. Ким Буи
7. Сара Фосс
8. Паулина Шефер

 Спортивное скалолазание
1. Ян Хойер
2. Александр Дросос Мегос

 Стрельба
1. Оливер Гайс
2. Андреас Лёв
3. Кристиан Райц
4. Йолин Бер
5. Дорен Веннекамп
6. Карина Виммер
7. Надин Мессершмидт
8. Моника Карш

 Стрельба из лука
1. Флориан Унру
2. Мишель Кроппен
3. Лиза Унру
4. Шарлин Шварц

 Теннис
1. Александр Зверев
2. Доминик Кёпфер
3. Филипп Кольшрайбер
4. Кевин Кравиц
5. Тим Пютц
6. Ян-Леннард Штруфф
7. Лаура Зигемунд
8. Анжелика Кербер
9. Анна-Лена Фридзам

 Триатлон
1. Юстус Нишлаг
2. Йонас Шомбург
3. Анабель Кнолль
4. Лаура Линдеман

 Тхэквондо
1. Александр Бахман

 Тяжёлая атлетика
1. Симон Брандхубер
2. Нико Мюллер
3. Сабина Кустерер
4. Лиза Мария Швайцер

 Фехтование
1. Бенедикт Вагнер
2. Петер Йоппих
3. Беньямин Клайбринк
4. Луис Кляйн
5. Матьяш Сабо
6. Андре Санита
7. Максимилиан Хартунг
8. Рихард Хюберс
9. Леони Эберт

 Футбол
1. Надим Амири
2. Максимилиан Арнольд
3. Свенд Бродерсен
4. Йоша Вагноман
5. Никлас Дорш
6. Макс Крузе
7. Эдуард Лёвен
8. Арне Майер
9. Флориан Мюллер
10. Амос Пипер
11. Лука Плогман
12. Давид Раум
13. Марко Рихтер
14. Седрик Тойхерт
15. Джордан Торунарига
16. Феликс Удуохай
17. Беньямин Хенрикс
18. Антон Штах
19. Исмаил Якобс

 Хоккей на траве
1. Виктор Али
2. Никлас Боссерхофф
3. Юстус Вайганд
4. Никлас Веллен
5. Лукас Виндфедер
6. Матс Грамбуш
7. Йоханнес Гроссе
8. Пауль Кауфман
9. Линус Мюллер
10. Тимур Оруц
11. Кристофер Рюр
12. Флориан Фукс
13. Бенедикт Фюрк
14. Тобиас Хауке
15. Мартин Хенер
16. Тимм Херцбрух
17. Мартин Цвиккер
18. Александр Штадлер
19. Константин Штайб
20. Лиза Альтенбург
21. Амели Вортман
22. Ханна Границки
23. Юлия Зоннтаг
24. Натали Кубальски
25. Нике Лоренц
26. Пиа Мертенс
27. Лена Михель
28. Селин Оруц
29. Сесиль Пипер
30. Йетте Флешюц
31. Паулина Хайнц
32. Франциска Хауке
33. Кира Хорн
34. Виктория Хузе
35. Соня Циммерман
36. Майке Шауниг
37. Анне Шрёдер
38. Шарлотте Штапенхорст

## Результаты соревнований

### Академическая гребля
Соревнования по академической гребле пройдут с 24 по 31 июля 2020 года на гребном канале Си Форест в Токийском заливе. В следующий раунд из каждого заезда проходят несколько лучших экипажей (в зависимости от дисциплины). В июне 2017 года МОК, в рамках проводимой политики гендерного равенства, утвердил решение о замене соревнований в мужских легковесных четвёрках на женские четвёрки распашные. Впервые в истории количество дисциплин у мужчин и женщин в олимпийской программе академической гребли стало равным.
В отборочный заезд гребных соревнований попадают спортсмены, выбывшие в предварительном раунде. В финал A выходят 6 сильнейших экипажей, остальные разыгрывают места в утешительных финалах B-F.
Основным этапом отбора на Олимпийские игры стал чемпионат мира 2019 года в австрийском Оттенсхайме. По его результатам немецкие гребцы завоевали шесть олимпийских лицензий. Ещё одну квоту сборная Германии завоевала в женских двойках парных на финальной мировой квалификации в Люцерне.
Состав сборной Германии на Игры в Токио был объявлен 15 июня.
Мужчины
| Соревнование              | Спортсмены | Предварительный заезд | Предварительный заезд | Предварительный заезд | Отборочный заезд | Отборочный заезд | Отборочный заезд | Четвертьфинал | Четвертьфинал | Четвертьфинал | Полуфинал     | Полуфинал     | Полуфинал     | Финал | Финал | Итоговое место |
| Соревнование              | Спортсмены | Заезд                 | Время                 | Место                 | Заезд            | Время            | Место            | Заезд         | Время         | Место         | Заезд         | Время         | Место         | Время | Место | Итоговое место |
| ------------------------- | --- | --------------------- | --------------------- | --------------------- | ---------------- | ---------------- | ---------------- | ------------- | ------------- | ------------- | ------------- | ------------- | ------------- | ----- | ----- | -------------- |
| одиночки                  | Оливер Цайдлер |                       |                       |                       |                  |                  |                  |               |               |               | Полуфинал     | Полуфинал     | Полуфинал     | Финал | Финал |                |
| одиночки                  | Оливер Цайдлер |                       |                       |                       |                  |                  |                  |               |               |               |               |               |               |       |       |                |
| двойки парные             | Штефан Крюгер Марк Вебер |                       |                       |                       |                  |                  |                  | не проводится | не проводится | не проводится |               |               |               | Финал | Финал |                |
| двойки парные             | Штефан Крюгер Марк Вебер |                       |                       |                       |                  |                  |                  | не проводится | не проводится | не проводится |               |               |               |       |       |                |
| двойки парные, лёгкий вес | Джейсон-Тоби Осборн Йонатан Роммельман |                       |                       |                       |                  |                  |                  | не проводится | не проводится | не проводится |               |               |               | Финал | Финал |                |
| двойки парные, лёгкий вес | Джейсон-Тоби Осборн Йонатан Роммельман |                       |                       |                       |                  |                  |                  | не проводится | не проводится | не проводится |               |               |               |       |       |                |
| четвёрки парные           | Макс Аппель Ханс Груне Тим Оле Наске Карл Шульце                                                                                               |                       |                       |                       |                  |                  |                  | не проводится | не проводится | не проводится | не проводится | не проводится | не проводится | Финал | Финал |                |
| четвёрки парные           | Макс Аппель Ханс Груне Тим Оле Наске Карл Шульце                                                                                               |                       |                       |                       |                  |                  |                  | не проводится | не проводится | не проводится | не проводится | не проводится | не проводится |       |       |                |
| восьмёрки                 | Лауриц Фоллерт Мальте Якшик Торбен Йоханнесен Ханнес Оцик Олаф Роггензак Мартин Зауэр Рихард Шмидт Якоб Шнайдер Йоханнес Вайсенфельд (рулевой) |                       |                       |                       |                  |                  |                  | не проводится | не проводится | не проводится | не проводится | не проводится | не проводится | Финал | Финал |                |
| восьмёрки                 | Лауриц Фоллерт Мальте Якшик Торбен Йоханнесен Ханнес Оцик Олаф Роггензак Мартин Зауэр Рихард Шмидт Якоб Шнайдер Йоханнес Вайсенфельд (рулевой) |                       |                       |                       |                  |                  |                  | не проводится | не проводится | не проводится | не проводится | не проводится | не проводится |       |       |                |

Женщины
| Соревнование    | Спортсмены                                                          | Предварительный заезд | Предварительный заезд | Предварительный заезд | Отборочный заезд | Отборочный заезд | Отборочный заезд | Четвертьфинал | Четвертьфинал | Четвертьфинал | Полуфинал     | Полуфинал     | Полуфинал     | Финал | Финал | Итоговое место |
| Соревнование    | Спортсмены                                                          | Заезд                 | Время                 | Место                 | Заезд            | Время            | Место            | Заезд         | Время         | Место         | Заезд         | Время         | Место         | Время | Место | Итоговое место |
| --------------- | ------------------------------------------------------------------- | --------------------- | --------------------- | --------------------- | ---------------- | ---------------- | ---------------- | ------------- | ------------- | ------------- | ------------- | ------------- | ------------- | ----- | ----- | -------------- |
| двойки парные   | Леони Менцель Аннекатрин Тиле                                       |                       |                       |                       |                  |                  |                  | не проводится | не проводится | не проводится |               |               |               | Финал | Финал |                |
| двойки парные   | Леони Менцель Аннекатрин Тиле                                       |                       |                       |                       |                  |                  |                  | не проводится | не проводится | не проводится |               |               |               |       |       |                |
| четвёрки парные | Фрида Хеммерлинг Франциска Кампман Карлотта Нваджиде Даниэла Шульце |                       |                       |                       |                  |                  |                  | не проводится | не проводится | не проводится | не проводится | не проводится | не проводится | Финал | Финал |                |
| четвёрки парные | Фрида Хеммерлинг Франциска Кампман Карлотта Нваджиде Даниэла Шульце |                       |                       |                       |                  |                  |                  | не проводится | не проводится | не проводится | не проводится | не проводится | не проводится |       |       |                |

### Бадминтон
Соревнования по бадминтону на летних Олимпийских играх 2020 пройдут с 24 июля по 2 августа 2021 года. Квалификационный отбор осуществлялся на основании мирового рейтинга Всемирной федерации бадминтона (BWF). Согласно решению Федерации, в связи с отменой турниров из-за неблагоприятной эпидемиологической обстановки отборочный этап завершился 28 мая 2021 года. Сборная Германии будет представлена пятью бадминтонистами в четырёх разрядах (во всех, за исключением женского парного). Состав команды был объявлен 15 июня 2021 года.
Одиночный разряд
| Соревнование | Спортсмены | Групповой этап    | Групповой этап   | Групповой этап | Групповой этап | 1/8 финала | 1/4 финала | 1/2 финала | Финал | Итоговое место |
| Соревнование | Спортсмены | Соперник Счёт     | Соперник Счёт    | Соперник Счёт  | Место          | 1/8 финала | 1/4 финала | 1/2 финала | Финал | Итоговое место |
| ------------ | ---------- | ----------------- | ---------------- | -------------- | -------------- | ---------- | ---------- | ---------- | ----- | -------------- |
| мужчины      | Кай Шефер  | Группа K          | Группа K         | Группа K       | Группа K       |            |            |            |       |                |
| мужчины      | Кай Шефер  | THAК. Вангчарен : | GBRТ. Пенти :    | н/д            |                |            |            |            |       |                |
| женщины      | Ивонна Ли  | Группа E          | Группа E         | Группа E       | Группа E       |            |            |            |       |                |
| женщины      | Ивонна Ли  | JPNН. Окухара :   | ROCЕ. Косецкая : | н/д            |                |            |            |            |       |                |

Парный разряд
| Соревнование | Спортсмены                    | Групповой этап             | Групповой этап                 | Групповой этап                  | Групповой этап | 1/4 финала | 1/2 финала | Финал | Итоговое место |
| Соревнование | Спортсмены                    | Соперники Счёт             | Соперники Счёт                 | Соперники Счёт                  | Место          | 1/4 финала | 1/2 финала | Финал | Итоговое место |
| ------------ | ----------------------------- | -------------------------- | ------------------------------ | ------------------------------- | -------------- | ---------- | ---------- | ----- | -------------- |
| мужчины      | Марк Ламсфус Марвин Зайдель   | Группа C                   | Группа C                       | Группа C                        | Группа C       |            |            |       |                |
| мужчины      | Марк Ламсфус Марвин Зайдель   | JPNТ. Камура / К. Сонода : | CHNЛи Цзюньхуэй / Лю Юйчэнь :  | USAФ. Чу / Р. Чу :              |                |            |            |       |                |
| смешанный    | Марк Ламсфус Изабель Херттрих | Группа D                   | Группа D                       | Группа D                        | Группа D       |            |            |       |                |
| смешанный    | Марк Ламсфус Изабель Херттрих | CHNВан Илю / Хуан Дунпин : | MASЧань Пен Сунь / Го Лю Инь : | HKGТан Чунь Ман / Цзе Ин Суэт : |                |            |            |       |                |

### Баскетбол
Баскетбольные соревнования в рамках Игр XXXII Олимпиады пройдут с 24 июля по 9 августа 2021 года.
Мужчины
Мужская сборная Германии успешно прошла квалификационный отбор, выиграв турнир в хорватском Сплите. Команда впервые с 2008 года примет участие в Олимпийских играх (в шестой раз в истории). Состав национальной сборной был сформирован 5 июля 2021 года.
Состав
| Позиция | Номер | Имя                 | Дата рождения              | Рост, см | Клуб                |
| ------- | ----- | ------------------- | -------------------------- | -------- | ------------------- |
| З/Ф     | 0     | Исаак Бонга         | 8 ноября 1999 (25 лет)     | 203 см   | Вашингтон Уизардс   |
| АЗ      | 1     | Джошико Сайбу       | 7 марта 1990 (35 лет)      | 188 см   | Шампань Шалон-Реймс |
| РЗ      | 4     | Маодо Ло            | 31 декабря 1992 (32 года)  | 191 см   | Альба               |
| З/Ф     | 5     | Нильс Гиффей        | 8 июня 1991 (34 года)      | 201 см   | Жальгирис           |
| Ф/Ц     | 6     | Ян Никлас Вимберг   | 11 февраля 1996 (29 лет)   | 206 см   | Хемниц 99           |
| Ц       | 7     | Йоханнес Фойгтман   | 30 сентября 1992 (32 года) | 211 см   | ЦСКА                |
| ЛФ      | 12    | Робин Бенцинг (К)   | 25 января 1989 (36 лет)    | 208 см   | Сарагоса            |
| Ф/Ц     | 13    | Виктор Мориц Вагнер | 26 апреля 1997 (28 лет)    | 211 см   | Орландо Мэджик      |
| З/Ф     | 19    | Лукас Ванк          | 19 января 1997 (28 лет)    | 199 см   | Лёвен Брауншвейг    |
| Ф/Ц     | 22    | Данило Бартель      | 24 октября 1991 (33 года)  | 208 см   | Фенербахче          |
| Ф/Ц     | 32    | Йоханнес Тиман      | 9 февраля 1994 (31 год)    | 205 см   | Альба               |
| З/Ф     | 42    | Андреас Обст        | 13 июля 1996 (29 лет)      | 191 см   | Ульм                |

| Имя          | Гражданство | Дата рождения |
| ------------ | ----------- | ------------- |
| Хенрик Рёдль | Германия    | 4 марта 1969  |

Результаты
Групповой этап (Группа A)
| Место | Сборная   | И | В | П | ОЗ  | ОП  | +/- | Очки |
| ----- | --------- | - | - | - | --- | --- | --- | ---- |
| 1     | Австралия | 3 | 3 | 0 | 259 | 224 | +35 | 6    |
| 2     | Италия    | 3 | 2 | 1 | 255 | 239 | +16 | 5    |
| 3     | Германия  | 3 | 1 | 2 | 257 | 273 | -16 | 4    |
| 4     | Нигерия   | 3 | 0 | 3 | 228 | 263 | -35 | 3    |

### Бокс
Турнир боксёров на летних Олимпийских играх в Токио пройдёт с 24 июля по 8 августа на арене Рёгоку Кокугикан. Соревнования проводятся по системе плей-офф. Для победы боксёру необходимо одержать либо четыре, либо пять побед в зависимости от весовой категории и жеребьёвки соревнований. Оба спортсмена, проигравшие в полуфинальных поединках, становятся обладателями бронзовых наград.
Сборную Германии представят три спортсмена. Европейский квалификационный отбор, который являлся ключевым этапом распределения олимпийских лицензий, успешно прошли Аммар Абдулджаббар, Хамзат Шадалов и Надин Апетц, ставшая единственной немецкой участницей в женских соревнованиях.
Мужчины
| Категория | Спортсмены         | Первый раунд       | Второй раунд       | Четвертьфинал      | Полуфинал          | Финал              | Место |
| Категория | Спортсмены         | Соперник Результат | Соперник Результат | Соперник Результат | Соперник Результат | Соперник Результат | Место |
| --------- | ------------------ | ------------------ | ------------------ | ------------------ | ------------------ | ------------------ | ----- |
| до 57 кг  | Хамзат Шадалов     |                    |                    |                    |                    |                    |       |
| до 91 кг  | Аммар Абдулджаббар |                    |                    |                    |                    |                    |       |

Женщины
| Категория | Спортсмены  | Первый раунд       | Второй раунд       | Четвертьфинал      | Полуфинал          | Финал              | Место |
| Категория | Спортсмены  | Соперник Результат | Соперник Результат | Соперник Результат | Соперник Результат | Соперник Результат | Место |
| --------- | ----------- | ------------------ | ------------------ | ------------------ | ------------------ | ------------------ | ----- |
| до 69 кг  | Надин Апетц |                    |                    |                    |                    |                    |       |

### Борьба
Соревнования по спортивной борьбе пройдут с 1 по 7 августа 2021 года. Как и на предыдущих четырёх Играх, будут разыграны 18 комплектов наград: 6 у мужчин в греко-римской борьбе и 12 в вольной борьбе (у мужчин и женщин). Турнир пройдёт по олимпийской системе с выбыванием. В утешительные схватки попадают участники, проигравшие в своих поединках финалистам соревнований. Каждый поединок состоит из двух раундов по 3 минуты. Победителем становится спортсмен, набравший большее количество технических очков. По окончании схватки в зависимости от результатов спортсменам начисляются классификационные очки.
Команда Германии на Олимпийских играх 2020 года представлена семью борцами. Большую часть олимпийских лицензий (пять) немецкие спортсмены завоевали на чемпионате мира 2019 года в Нур-Султане. Ещё две квоты сборная Германии получила на европейском квалификационном турнире. Состав команды был сформирован 30 июня 2021 года.
Мужчины
Вольная борьба
| Категория | Спортсмены         | Первый раунд       | 1/8 финала         | Четвертьфинал      | Полуфинал          | Финал              | Место |
| Категория | Спортсмены         | Соперник Результат | Соперник Результат | Соперник Результат | Соперник Результат | Соперник Результат | Место |
| --------- | ------------------ | ------------------ | ------------------ | ------------------ | ------------------ | ------------------ | ----- |
| до 125 кг | Геннадий Чудинович | не проводится      |                    |                    |                    |                    |       |

Греко-римская борьба
| Категория | Спортсмены      | Первый раунд       | 1/8 финала         | Четвертьфинал      | Полуфинал          | Финал              | Место |
| Категория | Спортсмены      | Соперник Результат | Соперник Результат | Соперник Результат | Соперник Результат | Соперник Результат | Место |
| --------- | --------------- | ------------------ | ------------------ | ------------------ | ------------------ | ------------------ | ----- |
| до 60 кг  | Этьен Кинзингер | не проводится      |                    |                    |                    |                    |       |
| до 67 кг  | Франк Штеблер   |                    |                    |                    |                    |                    |       |
| до 87 кг  | Денис Кудла     | не проводится      |                    |                    |                    |                    |       |
| до 130 кг | Эдуард Попп     | не проводится      |                    |                    |                    |                    |       |

Женщины
Вольная борьба
| Категория | Спортсмены          | Первый раунд       | 1/8 финала         | Четвертьфинал      | Полуфинал          | Финал              | Место |
| Категория | Спортсмены          | Соперник Результат | Соперник Результат | Соперник Результат | Соперник Результат | Соперник Результат | Место |
| --------- | ------------------- | ------------------ | ------------------ | ------------------ | ------------------ | ------------------ | ----- |
| до 68 кг  | Анна Шелль          | не проводится      |                    |                    |                    |                    |       |
| до 76 кг  | Алине Роттер-Фоккен | не проводится      |                    |                    |                    |                    |       |

### Велоспорт

#### Шоссейный велоспорт
Соревнования по шоссейным велогонкам пройдут 24, 25 и 28 июля. Сборная Германии примет участие в составе восьми гонщиков. В соответствии с олимпийским квалификационным рейтингом Международного союза велосипедистов (UCI), немецкая команда может заявить до четырёх спортсменов в мужской и женской групповых гонках. В гонках с раздельным стартом сборной Германии были предоставлены по две квоты: благодаря высоким позициям страны в рейтинговых списках UCI и успешному выступлению гонщиков на чемпионате мира 2019 года в Харрогите, на котором спортсмены из Германии финишировали в числе десяти лучших как в мужской, так и в женской «разделках».
Состав команды был оглашён 30 июня 2021 года.
Мужчины
| Соревнование         | Спортсмены        | Время | Место | Отставание |
| -------------------- | ----------------- | ----- | ----- | ---------- |
| групповая гонка      | Никиас Арндт      |       |       |            |
| групповая гонка      | Эмануэль Бухман   |       |       |            |
| групповая гонка      | Симон Гешке       |       |       |            |
| групповая гонка      | Максимилан Шахман |       |       |            |
| индивидуальная гонка | Никиас Арндт      |       |       |            |
| индивидуальная гонка | Максимилан Шахман |       |       |            |

Женщины
| Соревнование         | Спортсмены     | Время | Место | Отставание |
| -------------------- | -------------- | ----- | ----- | ---------- |
| групповая гонка      | Лиза Бреннауэр |       |       |            |
| групповая гонка      | Трикси Воррак  |       |       |            |
| групповая гонка      | Лиана Рипперт  |       |       |            |
| групповая гонка      | Ханна Людвиг   |       |       |            |
| индивидуальная гонка | Лиза Бреннауэр |       |       |            |
| индивидуальная гонка | Ханна Людвиг   |       |       |            |

#### Трековый велоспорт
Соревнования по трековым велогонкам пройдут со 2 по 8 августа 2021 года. Команда Германии представлена в 11 из 12 дисциплин (за исключением женского омниума). Квалификационный отбор осуществлялся на основании олимпийского квалификационного рейтинга UCI. Основной состав сборной был объявлен 15 июня 2021 года.
Спринт
| Соревнование | Спортсмены       | Квалификация   | Квалификация | Раунд 1        | Отбор           | Раунд 2        | Отбор           | 1/4 финала     | Полуфинал      | Финал           | Место |
| Соревнование | Спортсмены       | Время Скорость | Место        | Соперник Время | Соперники Время | Соперник Время | Соперники Время | Соперник Время | Соперник Время | Соперники Время | Место |
| ------------ | ---------------- | -------------- | ------------ | -------------- | --------------- | -------------- | --------------- | -------------- | -------------- | --------------- | ----- |
| мужчины      | Штефан Бёттихер  |                |              |                |                 |                |                 |                |                |                 |       |
| мужчины      | Максимилиан Леви |                |              |                |                 |                |                 |                |                |                 |       |
| женщины      | Леа-Софи Фридрих |                |              |                |                 |                |                 |                |                |                 |       |
| женщины      | Эмма Хинце       |                |              |                |                 |                |                 |                |                |                 |       |

Командный спринт
| Соревнование | Спортсмены                                                       | Квалификация   | Квалификация | Полуфинал               | Полуфинал | Финал                   | Место |
| Соревнование | Спортсмены                                                       | Время Скорость | Место        | Соперник Время Скорость | Место     | Соперник Время Скорость | Место |
| ------------ | ---------------------------------------------------------------- | -------------- | ------------ | ----------------------- | --------- | ----------------------- | ----- |
| мужчины      | Тимо Бихлер Штефан Бёттихер Максимилиан Леви Максимилиан Дёрнбах |                |              |                         |           |                         |       |
| женщины      | Леа-Софи Фридрих Эмма Хинце Паулина Грабош                       |                |              |                         |           |                         |       |

Кейрин
| Соревнование | Спортсмены       | Первый раунд | Первый раунд | Утешительный заезд | Утешительный заезд | Второй раунд | Второй раунд | Третий раунд | Третий раунд | Финал | Итоговое место |
| Соревнование | Спортсмены       | Заезд        | Место        | Заезд              | Место              | Заезд        | Место        | Заезд        | Место        | Место | Итоговое место |
| ------------ | ---------------- | ------------ | ------------ | ------------------ | ------------------ | ------------ | ------------ | ------------ | ------------ | ----- | -------------- |
| мужчины      | Штефан Бёттихер  |              |              |                    |                    |              |              |              |              |       |                |
| мужчины      | Максимилиан Леви |              |              |                    |                    |              |              |              |              |       |                |
| женщины      | Леа-Софи Фридрих |              |              |                    |                    |              |              |              |              |       |                |
| женщины      | Эмма Хинце       |              |              |                    |                    |              |              |              |              |       |                |

Командная гонка преследования
| Соревнование | Спортсмены                                                               | Квалификация   | Квалификация | Полуфинал               | Полуфинал | Финал                   | Место |
| Соревнование | Спортсмены                                                               | Время Скорость | Место        | Соперник Время Скорость | Место     | Соперник Время Скорость | Место |
| ------------ | ------------------------------------------------------------------------ | -------------- | ------------ | ----------------------- | --------- | ----------------------- | ----- |
| мужчины      | Феликс Гросс Тео Райнхардт Леон Роде Доменик Вайнштайн Марко Матис       |                |              |                         |           |                         |       |
| женщины      | Франциска Брауссе Лиза Кляйн Мике Крёгер Лаура Зюсемильх Шарлотта Беккер |                |              |                         |           |                         |       |

Омниум
| Соревнование | Спортсмены   | Скретч | Скретч | Темповая гонка | Темповая гонка | Гонка с выбыванием | Гонка с выбыванием | Гонка по очкам | Гонка по очкам | Сумма очков | Итоговое место |
| Соревнование | Спортсмены   | Место  | Очки   | Место          | Очки           | Место              | Очки               | Место          | Очки           | Сумма очков | Итоговое место |
| ------------ | ------------ | ------ | ------ | -------------- | -------------- | ------------------ | ------------------ | -------------- | -------------- | ----------- | -------------- |
| мужчины      | Роджер Клюге |        |        |                |                |                    |                    |                |                |             |                |

Мэдисон
| Соревнование | Спортсмены                   | Очки | Круги | Место |
| ------------ | ---------------------------- | ---- | ----- | ----- |
| мужчины      | Франциска Брауссе Лиза Кляйн |      |       |       |
| женщины      | Роджер Клюге Тео Райнхардт   |      |       |       |

Курсивом отмечены запасные.

#### Маунтинбайк
Соревнования пройдут 26 и 27 июля 2021 года на трассе Izu MTB Course, расположенной на полуострове Идзу — в 200 км от Токио. Как в мужском, так и в женском заезде Германию представят два спортсмена. Олимпийские лицензии были добыты немецкими гонщиками в соответствии с позицией сборной в квалификационном рейтинге UCI. Состав команды был утверждён 30 июня 2021 года.
Кросс-кантри
| Соревнование | Спортсмены          | Время | Отставание | Место |
| ------------ | ------------------- | ----- | ---------- | ----- |
| мужчины      | Максимилиан Брандль |       |            |       |
| мужчины      | Мануэль Фумик       |       |            |       |
| женщины      | Ронья Айбль         |       |            |       |
| женщины      | Элизабет Брандау    |       |            |       |

#### BMX
Соревнования в BMX-дисциплинах пройдут с 29 июля по 1 августа. В программе Олимпийских игр дебютирует турнир по фристайлу в дисциплине «Парк». Квалификационный отбор осуществлялся на основании рейтингов UCI. Сборная Германии выступит только в женских соревнованиях мастеров фристайла. Состав команды был объявлен 30 июня 2021 года. Ребекка Грун отправится на Игры в качестве запасной.
BMX-фристайл
| Соревнование  | Спортсмен    | Квалификация | Квалификация | Финал | Финал | Итоговое место |
| Соревнование  | Спортсмен    | Очки         | Место        | Очки  | Место | Итоговое место |
| ------------- | ------------ | ------------ | ------------ | ----- | ----- | -------------- |
| парк, женщины | Лара Лессман |              |              |       |       |                |

### Водные виды спорта

#### Плавание
Соревнования по плаванию на летних Олимпийских играх в Токио пройдут с 24 июля по 2 августа в Олимпийском центре водных видов спорта, а 4 и 5 августа состоится марафонский турнир на открытой воде. Пловцы разыграют 37 комплектов наград. Финальные и полуфинальные заплывы будут проведены в утреннюю сессию, а предварительный этап — вечером. Соревнования в бассейне проводятся в три стадии. По итогам предварительных заплывов в полуфинал отбираются 16 сильнейших спортсменов. Финалистами становится восьмёрка лучших пловцов, участвовавших в полуфинальной стадии соревнований. Победителем становится спортсмен, преодолевший дистанцию в кратчайший срок и не нарушивший правила её прохождения. Полуфинальные заплывы не проводятся на дистанциях от 400 до 1500 метров.
Сборная Германии будет представлена в составе 28 пловцов, выполнивших нормативы A и B, а также 3 марафонцев. Основной отбор на Олимпийские игры проходил на национальном квалификационном турнире в Берлине с 16 по 18 апреля 2021 года. Состав команды был официально объявлен 19 мая 2021 года. Флориан Велльброк, специализирующийся в плавании на длинных дистанциях, выступит как в 50-метровом бассейне, так и на открытой воде.
Мужчины
| Дистанция                        | Спортсмены            | Предварительный раунд | Предварительный раунд | Предварительный раунд | Полуфинал     | Полуфинал     | Полуфинал     | Финал     | Финал |
| Дистанция                        | Спортсмены            | Заплыв                | Результат             | Место                 | Заплыв        | Результат     | Место         | Результат | Место |
| -------------------------------- | --------------------- | --------------------- | --------------------- | --------------------- | ------------- | ------------- | ------------- | --------- | ----- |
| 100 метров вольным стилем        | Дамиан Вирлинг        |                       |                       |                       |               |               |               |           |       |
| 200 метров вольным стилем        | Якоб Хайдтман         |                       |                       |                       |               |               |               |           |       |
| 200 метров вольным стилем        | Лукас Мертенс         |                       |                       |                       |               |               |               |           |       |
| 400 метров вольным стилем        | Лукас Мертенс         |                       |                       |                       | не проводится | не проводится | не проводится |           |       |
| 400 метров вольным стилем        | Хеннинг Мюльляйтнер   |                       |                       |                       | не проводится | не проводится | не проводится |           |       |
| 800 метров вольным стилем        | Флориан Велльброк     |                       |                       |                       | не проводится | не проводится | не проводится |           |       |
| 1500 метров вольным стилем       | Флориан Велльброк     |                       |                       |                       | не проводится | не проводится | не проводится |           |       |
| 1500 метров вольным стилем       | Лукас Мертенс         |                       |                       |                       | не проводится | не проводится | не проводится |           |       |
| 100 метров баттерфляем           | Мариус Куш            |                       |                       |                       |               |               |               |           |       |
| 200 метров баттерфляем           | Давид Томасбергер     |                       |                       |                       |               |               |               |           |       |
| 100 метров на спине              | Оле Брауншвайг        |                       |                       |                       |               |               |               |           |       |
| 100 метров на спине              | Марек Ульрих          |                       |                       |                       |               |               |               |           |       |
| 200 метров на спине              | Кристиан Динер        |                       |                       |                       |               |               |               |           |       |
| 100 метров брассом               | Лукас Матцерат        |                       |                       |                       |               |               |               |           |       |
| 100 метров брассом               | Фабиан Швингеншлёгль  |                       |                       |                       |               |               |               |           |       |
| 200 метров брассом               | Марко Кох             |                       |                       |                       |               |               |               |           |       |
| 200 метров комплексным плаванием | Якоб Хайдтман         |                       |                       |                       |               |               |               |           |       |
| 200 метров комплексным плаванием | Филип Хайнц           |                       |                       |                       |               |               |               |           |       |
| 400 метров комплексным плаванием | Якоб Хайдтман         |                       |                       |                       | не проводится | не проводится | не проводится |           |       |
| Эстафета                         | Предварительный раунд | Предварительный раунд | Предварительный раунд | Предварительный раунд | Финал         | Финал         | Финал         | Финал     | Финал |
| Эстафета                         | Состав                | Заплыв                | Результат             | Место                 | Состав        | Состав        | Состав        | Результат | Место |
| 4×100 метров вольным стилем      |                       |                       |                       |                       |               |               |               |           |       |
| 4×200 метров вольным стилем      |                       |                       |                       |                       |               |               |               |           |       |
| 4×100 метров комбинированная     |                       |                       |                       |                       |               |               |               |           |       |

Открытая вода
| Дистанция     | Спортсмены        | Результат | Место | Отставание |
| ------------- | ----------------- | --------- | ----- | ---------- |
| 10 километров | Флориан Велльброк |           |       |            |
| 10 километров | Роб Муффельс      |           |       |            |

Женщины
| Дистанция                    | Спортсмены            | Предварительный раунд | Предварительный раунд | Предварительный раунд | Полуфинал     | Полуфинал     | Полуфинал     | Финал     | Финал |
| Дистанция                    | Спортсмены            | Заплыв                | Результат             | Место                 | Заплыв        | Результат     | Место         | Результат | Место |
| ---------------------------- | --------------------- | --------------------- | --------------------- | --------------------- | ------------- | ------------- | ------------- | --------- | ----- |
| 100 метров вольным стилем    | Лиза Хёпинк           |                       |                       |                       |               |               |               |           |       |
| 200 метров вольным стилем    | Анника Брун           |                       |                       |                       |               |               |               |           |       |
| 200 метров вольным стилем    | Изабель Гозе          |                       |                       |                       |               |               |               |           |       |
| 400 метров вольным стилем    | Изабель Гозе          |                       |                       |                       | не проводится | не проводится | не проводится |           |       |
| 400 метров вольным стилем    | Леони Кулльман        |                       |                       |                       | не проводится | не проводится | не проводится |           |       |
| 800 метров вольным стилем    | Изабель Гозе          |                       |                       |                       | не проводится | не проводится | не проводится |           |       |
| 800 метров вольным стилем    | Сара Кёлер            |                       |                       |                       | не проводится | не проводится | не проводится |           |       |
| 1500 метров вольным стилем   | Сара Кёлер            |                       |                       |                       | не проводится | не проводится | не проводится |           |       |
| 1500 метров вольным стилем   | Селин Ридер           |                       |                       |                       | не проводится | не проводится | не проводится |           |       |
| 200 метров баттерфляем       | Франциска Хентке      |                       |                       |                       |               |               |               |           |       |
| 100 метров на спине          | Лаура Ридеман         |                       |                       |                       |               |               |               |           |       |
| 100 метров брассом           | Анна Элендт           |                       |                       |                       |               |               |               |           |       |
| Эстафета                     | Предварительный раунд | Предварительный раунд | Предварительный раунд | Предварительный раунд | Финал         | Финал         | Финал         | Финал     | Финал |
| Эстафета                     | Состав                | Заплыв                | Результат             | Место                 | Состав        | Состав        | Состав        | Результат | Место |
| 4×100 метров вольным стилем  |                       |                       |                       |                       |               |               |               |           |       |
| 4×200 метров вольным стилем  |                       |                       |                       |                       |               |               |               |           |       |
| 4×100 метров комбинированная |                       |                       |                       |                       |               |               |               |           |       |

Открытая вода
| Дистанция     | Спортсмены        | Результат | Место | Отставание |
| ------------- | ----------------- | --------- | ----- | ---------- |
| 10 километров | Леони Антония Бек |           |       |            |
| 10 километров | Финния Вунрам     |           |       |            |

#### Прыжки в воду
Соревнования по прыжкам в воду пройдут с 25 июля по 7 августа в Олимпийском центре водных видов спорта. На Играх XXXII летней Олимпиады будут разыграны 8 комплектов наград: по четыре в личных и синхронных прыжках. Индивидуальные соревнования проводятся в три этапа: по итогам предварительного раунда определяются 18 участников полуфинала, 12 из которых впоследствии выходят в финал. Чемпионом становится спортсмен набравший наибольшую сумму баллов по итогам пяти (у женщин) или шести (у мужчин) прыжков.
За сборную Германии выступят девять прыгунов в воду. Две личные олимпийские лицензии в прыжках с трёхметрового трамплина были добыты на чемпионате мира в корейском Кванджу, ещё восемь (в том числе три квоты в синхронных прыжках) — на Кубке мира в Токио. Немецкая команда, таким образом, примет участие в семи из восьми видах программы, кроме мужских синхронных прыжков с вышки. Состав сборной из восьми спортсменов был утверждён 15 июня 2021 года, а 3 июля был заявлен самый молодой член команды 16-летний Джейден Айкерман.
Мужчины
| Соревнование                 | Спортсмены                   | Предварительный раунд | Предварительный раунд | Полуфинал     | Полуфинал     | Финал     | Финал |
| Соревнование                 | Спортсмены                   | Результат             | Место                 | Результат     | Место         | Результат | Место |
| ---------------------------- | ---------------------------- | --------------------- | --------------------- | ------------- | ------------- | --------- | ----- |
| трамплин, 3 метра            | Мартин Вольфрам              |                       |                       |               |               |           |       |
| трамплин, 3 метра            | Патрик Хаусдинг              |                       |                       |               |               |           |       |
| вышка, 10 метров             | Джейден Айкерман             |                       |                       |               |               |           |       |
| вышка, 10 метров             | Тимо Бартель                 |                       |                       |               |               |           |       |
| синхронный трамплин, 3 метра | Патрик Хаусдинг Ларс Рюдигер | не проводится         | не проводится         | не проводится | не проводится |           |       |

Женщины
| Соревнование                 | Спортсмены                   | Предварительный раунд | Предварительный раунд | Полуфинал     | Полуфинал     | Финал     | Финал |
| Соревнование                 | Спортсмены                   | Результат             | Место                 | Результат     | Место         | Результат | Место |
| ---------------------------- | ---------------------------- | --------------------- | --------------------- | ------------- | ------------- | --------- | ----- |
| трамплин, 3 метра            | Тина Пунцель                 |                       |                       |               |               |           |       |
| вышка, 10 метров             | Елена Вассен                 |                       |                       |               |               |           |       |
| вышка, 10 метров             | Кристина Вассен              |                       |                       |               |               |           |       |
| синхронный трамплин, 3 метра | Лена Хентшель Тина Пунцель   | не проводится         | не проводится         | не проводится | не проводится |           |       |
| синхронная вышка, 10 метров  | Кристина Вассен Тина Пунцель | не проводится         | не проводится         | не проводится | не проводится |           |       |

### Волейбол

#### Пляжный волейбол
Турнир по пляжному волейболу на XXXII летних Олимпийских играх в Токио пройдёт с 24 июля по 7 августа. 3 дуэта — один мужской и два женских — представят Германию на соревнованиях. Команды успешно прошли квалификационный отбор, попав в число 15 сильнейших пар олимпийского рейтинга Международной федерации волейбола (FIVB) на 13 июня 2021 года. Заявка сборной Германии была сформирована 14 июня 2021 года.
Мужчины
| Соревнование | Спортсмены                | Групповой этап            | Групповой этап            | Групповой этап                 | Групповой этап | Плей-офф LL    | 1/8 финала     | 1/4 финала     | Полуфинал      | Финал          | Место |
| Соревнование | Спортсмены                | Соперники Счёт            | Соперники Счёт            | Соперники Счёт                 | Место          | Соперники Счёт | Соперники Счёт | Соперники Счёт | Соперники Счёт | Соперники Счёт | Место |
| ------------ | ------------------------- | ------------------------- | ------------------------- | ------------------------------ | -------------- | -------------- | -------------- | -------------- | -------------- | -------------- | ----- |
| мужчины      | Юлиус Толе Клеменс Виклер | Группа F                  | Группа F                  | Группа F                       | Группа F       |                |                |                |                |                |       |
| мужчины      | Юлиус Толе Клеменс Виклер | ITAП. Николаи / Д. Лупо : | POLП. Кантор / Б. Лосяк : | JPNЮ. Исидзима / К. Сиратори : |                |                |                |                |                |                |       |

Женщины
| Соревнование | Спортсмены                   | Групповой этап                    | Групповой этап                   | Групповой этап                  | Групповой этап | Плей-офф LL    | 1/8 финала     | 1/4 финала     | Полуфинал      | Финал          | Место |
| Соревнование | Спортсмены                   | Соперники Счёт                    | Соперники Счёт                   | Соперники Счёт                  | Место          | Соперники Счёт | Соперники Счёт | Соперники Счёт | Соперники Счёт | Соперники Счёт | Место |
| ------------ | ---------------------------- | --------------------------------- | -------------------------------- | ------------------------------- | -------------- | -------------- | -------------- | -------------- | -------------- | -------------- | ----- |
| женщины      | Юлия Зуде Карла Боргер       | Группа A                          | Группа A                         | Группа A                        | Группа A       |                |                |                |                |                |       |
| женщины      | Юлия Зуде Карла Боргер       | SUIЙ. Хайндрих / А. Верже-Депре : | CANС. Паван / М. Умана-Паредес : | NEDК.Стам / Р. Схон :           |                |                |                |                |                |                |       |
| женщины      | Маргарета Козух Лаура Людвиг | Группа F                          | Группа F                         | Группа F                        | Группа F       |                |                |                |                |                |       |
| женщины      | Маргарета Козух Лаура Людвиг | SUIТ. Хюберли / Н. Бетшарт :      | JPNМ. Исии / М. Мураками :       | CZEБ. Германнова / М. Слукова : |                |                |                |                |                |                |       |

### Гандбол
Мужчины
Состав
Результаты
Групповой этап (Группа A)
| Место | Сборная   | И | В | Н | П | ГЗ | ГП | +/- | Очки |
| ----- | --------- | - | - | - | - | -- | -- | --- | ---- |
| 1     | Норвегия  | 0 | 0 | 0 | 0 | 0  | 0  | +0  | 0    |
| 2     | Франция   | 0 | 0 | 0 | 0 | 0  | 0  | +0  | 0    |
| 3     | Германия  | 0 | 0 | 0 | 0 | 0  | 0  | +0  | 0    |
| 4     | Бразилия  | 0 | 0 | 0 | 0 | 0  | 0  | +0  | 0    |
| 5     | Испания   | 0 | 0 | 0 | 0 | 0  | 0  | +0  | 0    |
| 6     | Аргентина | 0 | 0 | 0 | 0 | 0  | 0  | +0  | 0    |

### Гимнастика

#### Спортивная гимнастика
Соревнования по спортивной гимнастике пройдут с 24 июля по 3 августа в гимнастическом центре «Ариакэ». В квалификационном раунде будет проведён отбор в финалы командного многоборья и всех личных дисциплин. В финал абсолютного первенства квалифицируются 24 спортсмена с наивысшими результатами, а в розыгрыш медалей на отдельных упражнений — 8 гимнастов. В личных дисциплинах в финальных соревнованиях страну могут представлять не более двух спортсменов. В отличие от Игр 2016 года в заявку командного многоборья войдёт по 4 гимнаста. В командном многоборье в квалификации на каждом снаряде выступят 4 спортсмена, при этом учитываются три лучших результата. В финале командных соревнований на каждом снаряде могут быть заявлены только трое гимнастов, баллы которых идут в зачёт.
Мужская и женская сборная Германии успешно прошла квалификационный отбор на домашнем чемпионате мира 2019 года в Штутгарте, что дало право национальной федерации заявить на Игры две команды из четырёх человек. Состав был утверждён 30 июня.
Мужчины
Многоборье
| Соревнование         | Спортсмены    | Квалификация        | Квалификация | Квалификация | Квалификация   | Квалификация        | Квалификация | Квалификация | Квалификация | Финал               | Финал | Финал  | Финал          | Финал               | Финал       | Финал | Финал |
| Соревнование         | Спортсмены    | Вольные выступления | Конь         | Кольца       | Опорный прыжок | Параллельные брусья | Перекладина  | Всего        | Место        | Вольные выступления | Конь  | Кольца | Опорный прыжок | Параллельные брусья | Перекладина | Всего | Место |
| -------------------- | ------------- | ------------------- | ------------ | ------------ | -------------- | ------------------- | ------------ | ------------ | ------------ | ------------------- | ----- | ------ | -------------- | ------------------- | ----------- | ----- | ----- |
| личное многоборье    |               |                     |              |              |                |                     |              |              |              |                     |       |        |                |                     |             |       |       |
|                      |               |                     |              |              |                |                     |              |              |              |                     |       |        |                |                     |             |       |       |
|                      |               |                     |              |              |                |                     |              |              |              |                     |       |        |                |                     |             |       |       |
| командное многоборье | Лукас Даузер  |                     |              |              |                |                     |              |              |              |                     |       |        |                |                     |             |       |       |
| командное многоборье | Нильс Дункель |                     |              |              |                |                     |              |              |              |                     |       |        |                |                     |             |       |       |
| командное многоборье | Андреас Тоба  |                     |              |              |                |                     |              |              |              |                     |       |        |                |                     |             |       |       |
| командное многоборье | Филипп Хердер |                     |              |              |                |                     |              |              |              |                     |       |        |                |                     |             |       |       |
| командное многоборье | всего         |                     |              |              |                |                     |              |              |              |                     |       |        |                |                     |             |       |       |

Индивидуальные упражнения
| Соревнование        | Спортсмены | Квалификация | Квалификация | Финал | Финал |
| Соревнование        | Спортсмены | Очки         | Место        | Очки  | Место |
| ------------------- | ---------- | ------------ | ------------ | ----- | ----- |
| вольные упражнения  |            |              |              |       |       |
|                     |            |              |              |       |       |
|                     |            |              |              |       |       |
| конь                |            |              |              |       |       |
|                     |            |              |              |       |       |
|                     |            |              |              |       |       |
| кольца              |            |              |              |       |       |
|                     |            |              |              |       |       |
|                     |            |              |              |       |       |
| опорный прыжок      |            |              |              |       |       |
|                     |            |              |              |       |       |
|                     |            |              |              |       |       |
| параллельные брусья |            |              |              |       |       |
|                     |            |              |              |       |       |
|                     |            |              |              |       |       |
| перекладина         |            |              |              |       |       |
|                     |            |              |              |       |       |
|                     |            |              |              |       |       |

Женщины
Многоборье
| Соревнование         | Спортсмены    | Квалификация   | Квалификация        | Квалификация | Квалификация       | Квалификация | Квалификация | Финал          | Финал               | Финал  | Финал              | Финал | Финал |
| Соревнование         | Спортсмены    | Опорный прыжок | Разновысокие брусья | Бревно       | Вольные упражнения | Всего        | Место        | Опорный прыжок | Разновысокие брусья | Бревно | Вольные упражнения | Всего | Место |
| -------------------- | ------------- | -------------- | ------------------- | ------------ | ------------------ | ------------ | ------------ | -------------- | ------------------- | ------ | ------------------ | ----- | ----- |
| личное многоборье    |               |                |                     |              |                    |              |              |                |                     |        |                    |       |       |
|                      |               |                |                     |              |                    |              |              |                |                     |        |                    |       |       |
|                      |               |                |                     |              |                    |              |              |                |                     |        |                    |       |       |
| командное многоборье | Элизабет Зайц |                |                     |              |                    |              |              |                |                     |        |                    |       |       |
| командное многоборье | Ким Буи       |                |                     |              |                    |              |              |                |                     |        |                    |       |       |
| командное многоборье | Сара Фосс     |                |                     |              |                    |              |              |                |                     |        |                    |       |       |
| командное многоборье | Паулина Шефер |                |                     |              |                    |              |              |                |                     |        |                    |       |       |
| командное многоборье | всего         |                |                     |              |                    |              |              |                |                     |        |                    |       |       |

Индивидуальные упражнения
| Соревнование        | Спортсмены | Квалификация | Квалификация | Финал | Финал |
| Соревнование        | Спортсмены | Очки         | Место        | Очки  | Место |
| ------------------- | ---------- | ------------ | ------------ | ----- | ----- |
| опорный прыжок      |            |              |              |       |       |
|                     |            |              |              |       |       |
|                     |            |              |              |       |       |
| разновысокие брусья |            |              |              |       |       |
|                     |            |              |              |       |       |
|                     |            |              |              |       |       |
| бревно              |            |              |              |       |       |
|                     |            |              |              |       |       |
|                     |            |              |              |       |       |
| вольные упражнения  |            |              |              |       |       |
|                     |            |              |              |       |       |
|                     |            |              |              |       |       |

### Футбол
Футбольный турнир традиционно начался до официального начала Олимпийских игр. Перед началом Игр Международный олимпийский комитет расширил заявку на турнир до 22 человек, при этом на матч можно было заявить только 18 человек.
Мужчины
Соревнования в мужском футболе прошли с 22 июля по 7 августа. В связи с переносом Олимпийских игр в мужском турнире приняли участие сборные, составленные из игроков не старше 24 лет (родившиеся после 1 января 1997 года), а не 23 как на всех предыдущих Играх. Также в заявку могли войти не более 3 футболистов старше этого возраста. Олимпийская сборная Германии по футболу квалифицировалась на Игры, пробившись в полуфинал молодёжного чемпионата Европы 2019 года. Сборная Германии, не выступавшая в мужском футбольном турнире с 1992 по 2012 год, во второй раз подряд квалифицировалась на Олимпийские игры. В 2016 году немецкие футболисты стали обладателями серебряных наград, уступив по пенальти в финале сборной Бразилии
Состав
Окончательный состав олимпийской сборной был объявлен 4 июля 2021 года. Рагнар Ахе и Кевен Шлоттербек включены в состав после того как Йоша Вагноман и Никлас Дорш отказались от участия.
| №              | Имя                 | Клуб         | Дата рождения   | Возраст | Игр     | Голов   |
| Вратари        | Вратари             | Вратари      | Вратари         | Вратари | Вратари | Вратари |
| -------------- | ------------------- | ------------ | --------------- | ------- | ------- | ------- |
| 1              | Флориан Мюллер      | Штутгарт     | 13 ноября 1997  | 23 года |         |         |
| 12             | Свенд Бродерсен     | Иокогама     | 22 марта 1997   | 24 года |         |         |
| 22             | Лука Плогман        | Вердер       | 10 марта 2000   | 21 год  |         |         |
| Защитники      |                     |              |                 |         |         |         |
| 2              | Беньямин Хенрикс    | РБ Лейпциг   | 23 февраля 1997 | 24 года |         |         |
| 3              | Давид Раум          | Хоффенхайм   | 22 апреля 1998  | 23 года |         |         |
| 4              | Феликс Удуохай      | Аугсбург     | 9 сентября 1997 | 23 года |         |         |
| 5              | Амос Пипер          | Арминия      | 17 января 1998  | 23 года |         |         |
| 15             | Джордан Торунарига  | Герта        | 7 августа 1997  | 23 года |         |         |
| 16             | Кевен Шлоттербек    | Фрайбург     | 28 апреля 1997  | 24 года |         |         |
| Полузащитники  |                     |              |                 |         |         |         |
| 8              | Максимилиан Арнольд | Вольфсбург   | 27 мая 1994     | 27 лет  |         |         |
| 11             | Надим Амири         | Байер 04     | 27 октября 1996 | 24 года |         |         |
| 13             | Арне Майер          | Герта        | 8 января 1999   | 22 года |         |         |
| 17             | Антон Штах          | Гройтер Фюрт | 15 ноября 1998  | 22 года |         |         |
| 18             | Эдуард Лёвен        | Бохум        | 28 января 1997  | 24 года |         |         |
| Нападающие     |                     |              |                 |         |         |         |
| 6              | Рагнар Ахе          | Айнтрахт     | 28 июля 1998    | 22 года |         |         |
| 7              | Марко Рихтер        | Аугсбург     | 24 ноября 1997  | 23 года |         |         |
| 9              | Седрик Тойхерт      | Унион        | 14 января 1997  | 24 года |         |         |
| 10             | Макс Крузе          | Унион        | 19 марта 1988   | 33 года |         |         |
| 14             | Исмаил Якобс        | Монако       | 17 августа 1999 | 21 год  |         |         |
| Главный тренер |                     |              |                 |         |         |         |
| Флаг Германии  | Штефан Кунц         | Штефан Кунц  | 30 октября 1962 | 58 лет  |         |         |

Результаты
Групповой этап (группа D)
| Поз | Команда           | И | В | Н | П | МЗ | МП | РМ | О | Квалификация     |
| --- | ----------------- | - | - | - | - | -- | -- | -- | - | ---------------- |
| 1   | Бразилия          | 3 | 2 | 1 | 0 | 7  | 3  | +4 | 7 | Выход в плей-офф |
| 2   | Кот-д’Ивуар       | 3 | 1 | 2 | 0 | 3  | 2  | +1 | 5 | Выход в плей-офф |
| 3   | Германия          | 3 | 1 | 1 | 1 | 6  | 7  | −1 | 4 |                  |
| 4   | Саудовская Аравия | 3 | 0 | 0 | 3 | 4  | 8  | −4 | 0 |                  |

| 22 июля 2021 20:30 UTC+9                 | \| Бразилия \| 4:2 Отчёт \| Германия \| \| Ришарлисон 7′, 22′, 30′ · Паулиньо 90+4′ \| Голы \| Амири 57′ · Ахе 83′ \| | Стадион: Ниссан, Иокогама Зрителей: 0 Судья: Иван Бартон |
| Бразилия                                 | 4:2 Отчёт | Германия                                                 |
| Ришарлисон 7′, 22′, 30′ · Паулиньо 90+4′ | Голы | Амири 57′ · Ахе 83′                                      |

| 25 июля 2021 20:30 UTC+9        | \| Саудовская Аравия \| 2:3 Отчёт \| Германия \| \| аль-Наджеи 30′ · Абдулхамид 50′ \| Голы \| Амири 11′ · Ахе 43′ · Удуохай 75′ \| | Стадион: Ниссан, Иокогама Зрителей: 0 Судья: Виктор Гомес |
| Саудовская Аравия               | 2:3 Отчёт | Германия                                                  |
| аль-Наджеи 30′ · Абдулхамид 50′ | Голы | Амири 11′ · Ахе 43′ · Удуохай 75′                         |

| 28 июля 2021 17:00 UTC+9 | \| Германия \| 1:1 Отчёт \| Кот-д’Ивуар \| \| Лёвен 73′ \| Голы \| Хенрикс 67′ (авт.) \| | Стадион: Мияги, Сэндай Зрителей: 0 Судья: Леодан Гонсалес |
| Германия                 | 1:1 Отчёт                                                                                | Кот-д’Ивуар                                               |
| Лёвен 73′                | Голы                                                                                     | Хенрикс 67′ (авт.)                                        |

Итог: по результатам олимпийского турнира олимпийская сборная Германии по футболу заняла 9-е место.